# خسوس سیلرو
خسوس سیلرو (انگلیسی: Jesús Sillero؛ زادهٔ ۲۸ دسامبر ۱۹۹۵) بازیکن فوتبال اهل اسپانیا است.
از باشگاه‌هایی که در آن بازی کرده‌است می‌توان به باشگاه فوتبال آلمریا اشاره کرد.